# Randall Feenstra
Randall M. Feenstra ist ein US-amerikanischer Festkörperphysiker.
Feenstra erhielt seinen Bachelor-Abschluss als Physikingenieur 1978 an der University of British Columbia und 1980 einen Master-Abschluss am Caltech, an dem er 1982 in angewandter Physik promovierte. Danach war er 13 Jahre am Thomas J. Watson Research Center von IBM in Yorktown Heights, wo er Rastertunnelmikroskopie (STM) auf Halbleiter anwandte. Ab 1995 war er Professor an der Carnegie Mellon University.
1995 kombinierte er Molekularstrahlepitaxie und STM für das Studium von GaN-Oberflächen und -Heterostrukturen, also solchen mit mehreren Schichten (GaN wurde gewählt, da es ein Halbleiter mit relativ großer Bandlücke ist – es wird für blaue LEDs und Transistoranwendungen bei Mikrowellen verwendet). Er wendete die STM (und Elektronenmikroskopie) auch danach zum Studium zweidimensionaler Festkörpersysteme an, insbesondere von Graphen und von hexagonalem Bornitrid (h-BN).
2001 (als Gastprofessor) und 2015 war er mit einem Humboldt-Forschungspreis an der TU Berlin.
1987 erhielt er einen IBM Outstanding Innovation Award und 1989 einen Peter Mark Memorial Award. 2019 erhielt er den Davisson-Germer-Preis für Pionierentwicklungen der Techniken und Konzepte spektroskopischer Rastertunnelmikroskopie (Laudatio). Er ist Fellow der American Physical Society (1997) und der American Vacuum Society.